# خانم معلم به دبیرستان پسرانه می‌رود
خانم معلم به دبیرستان پسرانه می‌رود (انگلیسی: The Schoolteacher Goes to Boys' High) یک کمدی سکسی سبک ایتالیایی به کارگردانی ماریانو لائورنتی است که در سال ۱۹۷۸ منتشر شد.

## بازیگران
- ادویژ فنش
- رنتسو مونتانیانی
- آلوارو ویتالی
- لینو بانفی
- جانفرانکو دانجلو
- کارلو اسپوزیتو
- لوچو مونتانارو